# 毛主义共产党 (法国)
毛主义共产党（法語：Parti Communiste maoïste，缩写为PCm）是法国的一个马克思列宁毛主义政党，该党的意识形态是“马克思列宁毛主义，主要是毛主义”。该党创建于2016年1月，前身是“红色阵营（毛主义者统一）”（2012年，由法国毛主义共产党和共产主义者组织联盟（马列）、共产主义组织—红色未来组成）。

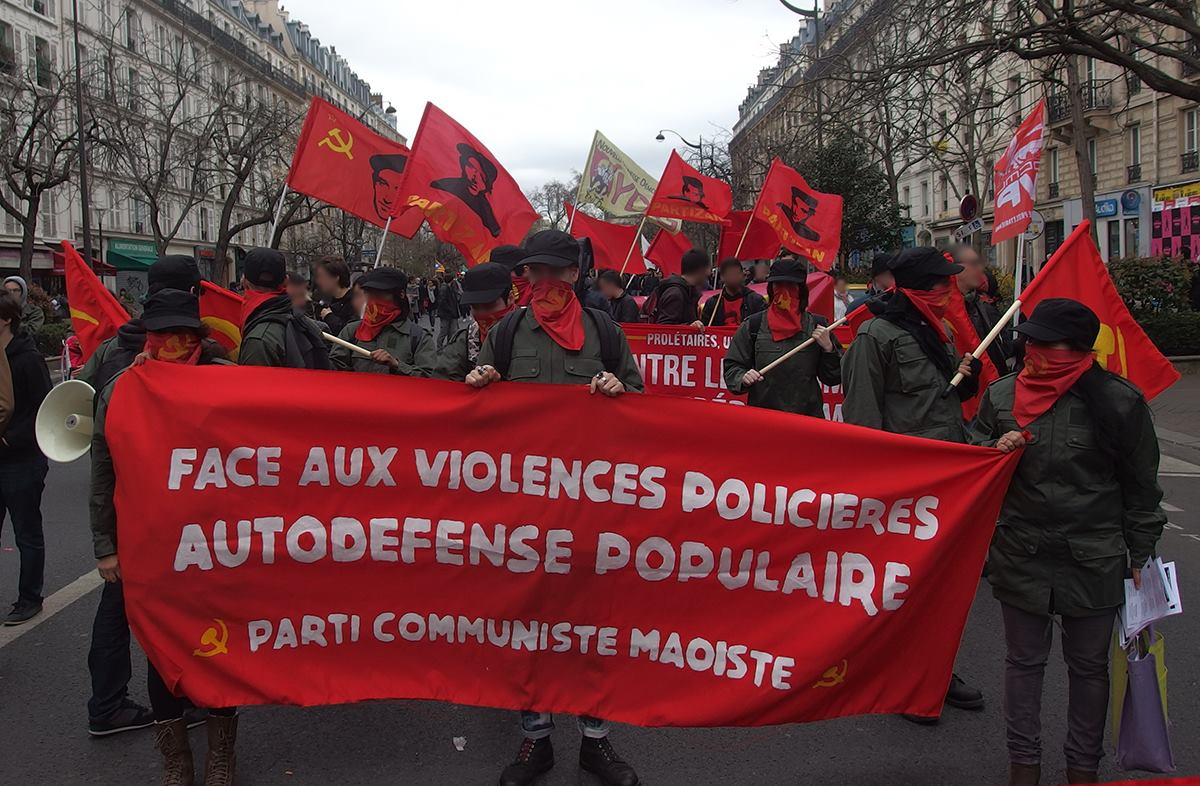
2017年，毛主义共产党的游行

2022年12月26日，该党参与创建国际共产主义者同盟。